# Гералд (Каліфорнія)
Гералд (англ. Herald) — переписна місцевість (CDP) в США, в окрузі Сакраменто штату Каліфорнія. Населення — 1160 осіб (2020).

## Географія
Гералд розташований за координатами 38°17′18″ пн. ш. 121°13′52″ зх. д. / 38.28833° пн. ш. 121.23111° зх. д. (38.288460, -121.231043).  За даними Бюро перепису населення США в 2010 році переписна місцевість мала площу 20,46 км², з яких 20,41 км² — суходіл та 0,06 км² — водойми.

## Демографія
Згідно з переписом 2010 року, у переписній місцевості мешкали 1184 особи в 350 домогосподарствах у складі 307 родин. Густота населення становила 58 осіб/км².  Було 376 помешкань (18/км²).
Расовий склад населення:
| - 78,9 % — білих - 5,4 % — азіатів - 1,7 % — чорних або афроамериканців - 1,1 % — корінних американців - 0,6 % — вихідців з тихоокеанських островів - 8,9 % — осіб інших рас |

До двох чи більше рас належало 3,5 %. Частка іспаномовних становила 21,5 % від усіх жителів.
За віковим діапазоном населення розподілялося таким чином: 22,7 % — особи молодші 18 років, 63,9 % — особи у віці 18—64 років, 13,4 % — особи у віці 65 років та старші. Медіана віку мешканця становила 43,4 року. На 100 осіб жіночої статі у переписній місцевості припадало 114,9 чоловіків;  на 100 жінок у віці від 18 років та старших — 115,3 чоловіків також старших 18 років.
Середній дохід на одне домашнє господарство  становив 119 761 долар США (медіана — 111 058), а середній дохід на одну сім'ю — 123 699 доларів (медіана — 99 120). За межею бідності перебувало 15,4 % осіб, у тому числі 24,4 % дітей у віці до 18 років та 8,2 % осіб у віці 65 років та старших.
Цивільне працевлаштоване населення становило 492 особи. Основні галузі зайнятості: освіта, охорона здоров'я та соціальна допомога — 29,1 %, транспорт — 17,9 %, публічна адміністрація — 10,4 %, науковці, спеціалісти, менеджери — 7,7 %.